# Jordi Jové i Lamenca
Jordi Jové i Lamenca (Lleida, Segrià, 28 de maig de 1954 - 17 d'agost de 2003) fou un professor i poeta lleidatà. Prové d'una família d'impressors i comerciants de Lleida. Va fer la carrera de Filosofia i Lletres a l'Estudi General de Lleida i va continuar a la Universitat Autònoma de Barcelona entre els anys 1972 i 1979. Va ser professor de la Universitat de Lleida, en la matèria de Literatura Espanyola moderna i contemporània, des de 1981 fins al 2003. Es va doctorar l'any 1987 per la Universitat de Barcelona amb una tesi que du com a títol La poesía de Carlos Barral.
Va deixar la Facultat de Filosofia i Lletres de l'Estudi General de Lleida com a estudiant, per tornar-hi, en qualitat de doctor en l'especialitat de Filologia Castellana. Els qui fins aleshores havien estat els seus professors, van esdevenir de manera sobtada companys de docència. Un cop inicia el procés de formació com a docent, dedica menys temps a l'elaboració i creació de versos i, per tant, es va minvant la seva trajectòria com a poeta.
Gaudia de les aficions que tenia, que eren dibuixar, escoltar música i visualitzar concerts, tot i així percebia que no aprofitava el temps al màxim. Escrivia cada dia sense cap mètode sistemàtic que el determinés a escriure d'una manera específica, mitjançant les seves lletres intentava crear, si més no, un mètode que li permetés ordenar la seva vida. També es va dedicar, tot i que de manera esporàdica, a la traducció de l'italià, llengua de la qual era bon coneixedor, com del francès. El seu concepte d'escriptura no corresponia, en absolut, al de la creació literària. No era un home que estigués observant la vida literària-social, ni prenia part en cap mena d'activitat cultural; al contrari vivia força allunyat d'activitats com les conferències, els homenatges, la participació en premis, entre d'altres. Es movia en un món més íntim fins al punt d'esdevenir un individu solitari, encara que era solidari amb l'exterior.
Sempre havia escrit en castellà, almenys fins als disset anys, ja que les seves lectures eren en castellà. Escrivia perquè li agradava i li omplia el temps d'oci. Feia revisions anuals del que escrivia i descartava textos que no li agradaven degut a la crítica que s'autoimposava.
Jordi Jové entra en contacte amb el món català bàsicament a través dels poetes catalans de Lleida: com són Jaume Pont, Pere Rovira i Jordi Pàmias. La iniciativa d'endinsar-se a la lectura catalana sorgeix quan inicia curs a la Universitat de Lleida i també quan pensa en la possibilitat de presentar-se a un premi, perquè aleshores s'imposa una exigència a l'hora d'escriure en català.
Per a ell, la tasca de docent, no suposava una feina en el sentit de treball i obligació, ja que és un passatemps i una distracció. Però de les dues la prioritària era, per a ell, l'àmbit docent perquè li dedicava més temps i aquest fet l'apartava de la creació poètica. Esmentava que la feina de professor li podia atorgar ser un home més culte, més savi i li permetria aprendre més regles, ja que duia a terme unes determinades lectures des d'unes determinades perspectives.
La seva poesia es basa en fets autobiogràfics, els seus poemes estan a prop de la seva experiència viscuda. Jordi Jové esmenta, en una entrevista que li fa Mercè Biosca i Postius, que la poesia cada dia és més necessària, perquè trenca la uniformitat del món contemporani, la insensibilitat i, sobretot, ajuda a fer un món més agradable, més intens; enfront una voluntat creixent que sembla que consisteixi a fer-lo un lloc inhabitable. La poesia, recalca, tindria la funció d'humanitzar la vida de l'home.

## Obra
Publicació de llibres poètics:
- 1983. Barcelona: Columna, 1986.
- Carlos Barral en su poesía. Lleida: Pagès, 1989.
- Poesia Completa d'Alfonso Costafreda. Barcelona: Tusquets, 1990.
- Terra Incògnita. Palma: Universitat de les Illes Balears, 1994.
- Escrituras Modernas. Sevilla: Fundación Genesia, 1999.
- Observaciones a la mina de plomo. Barcelona: Lumen, 2002.
- Les hores Oblidades. Lleida: Pagès, 2014.

## Premis
- Premi Miquel de Palol de poesia, 1983 amb l'obra 1983.